# دونالد ماثيسون
دونالد ماثيسون (بالإنجليزية: Donald Mathieson)‏ (24 أبريل 1931 في أستراليا - ) هو لاعب كريكت أسترالي. لعب مع فريق فكتوريا للكريكت.

## وصلات خارجية
- دونالد ماثيسون على موقع إي آس بي آن كريك إنفو (الإنجليزية)